# Chorzew Siemkowice
Chorzew Siemkowice – stacja węzłowa na magistrali węglowej Śląsk – Trójmiasto. Stacja znajduje się na terenie powiatu pajęczańskiego w województwie łódzkim w pobliżu miejscowości Chorzew i Siemkowice.
Jest tu duża liczba torów stacyjnych i manewrowych, odgałęzienie linii 146 Chorzew Siemkowice – Wyczerpy (dzielnica Częstochowy).

## Ruch pociągów
W latach 2012–2024 na stacji nie zatrzymywały się pociągi pasażerskie.
Od 15 grudnia 2024 na stacji zatrzymują się pociągi ŁKA relacji Łódź Fabryczna – Częstochowa oraz jest to stacja krańcowa pociągów PolRegio kursujących z/do Częstochowy. 